# Ruschia acuminata
Ruschia acuminata är en isörtsväxtart som beskrevs av L. Bol. Ruschia acuminata ingår i släktet Ruschia och familjen isörtsväxter. Inga underarter finns listade i Catalogue of Life.